# Йоханес Шулц
Йоханес Хайнрих Шулц (на немски: Johannes Heinrich Schultz) е немски психиатър и независим психотерапевт. Става световноизвестен с развиването на система за самохипноза, наречена автогенен тренинг.

## Биография
Роден е на 20 юни 1884 година в Гьотинген, Германия. Учи медицина в Лозана, Гьотинген (където среща Карл Ясперс) и Бреслау. Получава доктората си от Гьотингенския университет през 1907 г. След като получава медицинския си лиценз през 1908, практикува в поликлиниката на Медицинската университетска клика в Гьотинген до 1911. След това работи в Института Пол Ерлих във Франкфурт, психиатрия в Кемниц и накрая в психиатричната университетска клиника в Йена под ръководството на Ото Бинсвангер, където се хабилитира през 1915 г.
По време на Първата световна война е директор на саниториум в Белгия. През 1919 става професор по психиатрия и невропатология в Йена. През 1920 става главен лекар и научен ръководител в санаториума на д-р Хайнрих Ламан „Вайсер Хирш“ в Дрезден. През 1924 се установява като психиатър в Берлин.
От 1933 Шулц пише наръчник за взаимоотношения. Там разпространява идеята за „изтребване“ на инвалидизираните хора („Действие T4“) и преследването на хомосексуалните мъже и тези дейности са част от активността му в Института Гьоринг. Шулц вярва, че хомосексуалността е наследствена и лечима. От една страна института се опитва да лекува хомосексуалистите, докато от друга Шулц води комисия, която принуждава тези заподозрени в сексуален акт с проститутки да декларират, че са хомосексуални. „Виновните“ са транспортирани в концентрационни лагери.
През 1956 година става редактор на журнал „Psychotherapie“, а през 1959 основава Германско общество за медицинска хипноза (Deutschen Gesellschaft für ärztliche Hypnose).
Неговите най-главни постижения са развиването на автогенни тренинг, което се базира на изследвания на хипнозата и експерименти със самия него. Първата публикация по темата е през 1926 като „упражнения за автогенния орган“, а получава сегашното си име през 1928. Програмата използва ежедневно практикуване на сесии, включващи представи, които са изградени, за да помогнат на практикуващия да постигне дълбока релаксация.